# Multan (Distrikt)
Der Distrikt Multan ist ein Verwaltungsdistrikt in Pakistan in der Provinz Punjab. Sitz der Distriktverwaltung ist die gleichnamige Stadt Multan.
Der Distrikt hat eine Fläche von 3721 km² und nach der Volkszählung von 2017 4.745.109 Einwohner. Die Bevölkerungsdichte beträgt 1275 Einwohner/km². Im Distrikt wird zur Mehrheit die Sprache Saraiki gesprochen.

## Geografie
Der Distrikt Multan ist im Norden und Nordosten vom Khanewal, im Osten vom Vehari und im Süden von Lodhran umgeben. Der Chenab-Fluss bildet die westliche Grenze zu Muzaffargarh.

## Demografie
Zwischen 1998 und 2017 wuchs die Bevölkerung um jährlich 2,32 %. Von der Bevölkerung leben ca. 43 % in städtischen Regionen und ca. 57 % in ländlichen Regionen. In 760.858 Haushalten leben 2.437.412  Männer, 2.307.504 Frauen und 193 Transgender, woraus sich ein Geschlechterverhältnis von 105,6 Männer pro 100 Frauen ergibt und damit einen für Pakistan üblichen Männerüberschuss.
| Jahr | Einwohnerzahl |
| ---- | ------------- |
| 1972 | 1.506.223     |
| 1981 | 1.970.075     |
| 1998 | 3.116.851     |
| 2017 | 4.745.109     |